# Zygonyx luctiferus
Zygonyx luctiferus är en trollsländeart som beskrevs av Selys 1869. Zygonyx luctiferus ingår i släktet Zygonyx och familjen segeltrollsländor. Inga underarter finns listade i Catalogue of Life.